# Unreleased Art, Vol. 2: The Last Concert (May 30, 1982), Kool Jazz Festival
Unreleased Art, Vol. 2: The Last Concert (May 30, 1982), Kool Jazz Festival – album Arta Peppera, amerykańskiego saksofonisty altowego, zawierający nagrania z koncertu jego kwartetu w Kennedy Center (sala Eisenhower Theater) w Waszyngtonie, 30 maja 1982. Płyta ukazała się 16 maja 2007 nakładem Widow's Taste.

## O albumie
To kolejna płyta wydana przez wytwórnię Laurie Pepper - Widow's Taste. Tym razem jest to koncert Arta Peppera, który odbył się  w ramach Kool Jazz Festival w Waszyngtonie. Występ ten kończył wiosenną trasę koncertową muzyka. Dzień później Pepper znalazł się w szpitalu. 16 dni potem zmarł. Na taśmach, nagranych wtedy przez rozgłośnię Voice of America, nie ma nawet najmniejszego śladu choroby artysty. Wręcz przeciwnie, wypowiedzi krytyków o tym występie są bardzo pochlebne. 
Podczas tej trasy, stałego członka kwartetu - George'a Cablesa (który w tym czasie podjął się pracy dla Sary Vaughan) zastępował Roger Kellaway.
Koncert rozpoczął się utworem, którym Pepper otwierał większość swoich występów - mocno swingującym, bluesowym "Landscape", potem zagrał balladę "Ophelia" i kolejny utwór swojego autorstwa - "Mambo Koyama", gdzie jazz latyno-amerykański wymieszał z jazzowo-soulową serenadą. Standardy reprezentował lubiany przez muzyka "Over The Raibow". Ostatni utwór "When You're Smiling" (dedykowany przyjacielowi z dziecięcych lat - Zootowi Simsowi) Pepper zagrał na klarnecie.

## Lista utworów
| 1. | Landscape (Art Pepper)                                     | 10:57 |
|    |                                                            |       |
| 2. | Talk                                                       | 1:00  |
|    |                                                            |       |
| 3. | Ophelia (Art Pepper)                                       | 8:43  |
|    |                                                            |       |
| 4. | Talk                                                       | 0:28  |
|    |                                                            |       |
| 5. | Mambo Koyama (Art Pepper)                                  | 17:12 |
|    |                                                            |       |
| 6. | Over The Rainbow (Harold Arlen, Yip Harburg)               | 9:56  |
|    |                                                            |       |
| 7. | Talk                                                       | 1:31  |
|    |                                                            |       |
| 8. | When You're Smiling (Fred Fisher, Joe Goodwin, Larry Shay) | 8:05  |
|    |                                                            |       |
|    |                                                            | 57:52 |
|    |                                                            |       |

## Muzycy
- Art Pepper - saksofon altowy, klarnet
- Roger Kellaway - fortepian
- David Williams - kontrabas
- Carl Burnett - perkusja